# Grotte d'Orjobet
La grotte d'Orjobet est une cavité souterraine naturelle, qui est située sur la commune de Collonges-sous-Salève, en Haute-Savoie, région Auvergne-Rhône-Alpes, dans le massif du Salève.

## Historique
La grotte d'Orjobet a été découverte en 1779 par Horace-Bénédict de Saussure, un physicien, géologue et naturaliste genevois considéré comme l'un des fondateurs de l’alpinisme. Au cours d’une exploration, il découvre une grotte calcaire grâce à son guide François Orjobet. La grotte et le sentier qui y mène porteront désormais son nom.
Le sentier est tracé et équipé en 1905 par la section genevoise du Club Alpin Suisse grâce à une souscription et rénové en 1947. En 2005, le CAS remet officiellement sa gestion au Syndicat Mixte de Salève et sa propriété à la commune de Collonges-sous-Salève.

## Accessibilité
La grotte est accessible grâce au sentier d’Orjobet qui mène du Coin (660 mètres) sur les hauteurs de Collonges-sous-Salève à la Croisette (1 175 mètres), hameau situé sur la frontière des communes d’Archamps, de Collonges-sous-Salève et de La Muraz. C’est un itinéraire classé facile par le CAS, sauf éventuellement en hiver. Il se parcourt entièrement en 1h40.

## Description
L'accès à la grotte se fait par un escalier taillé à même la roche.

## Galerie photo

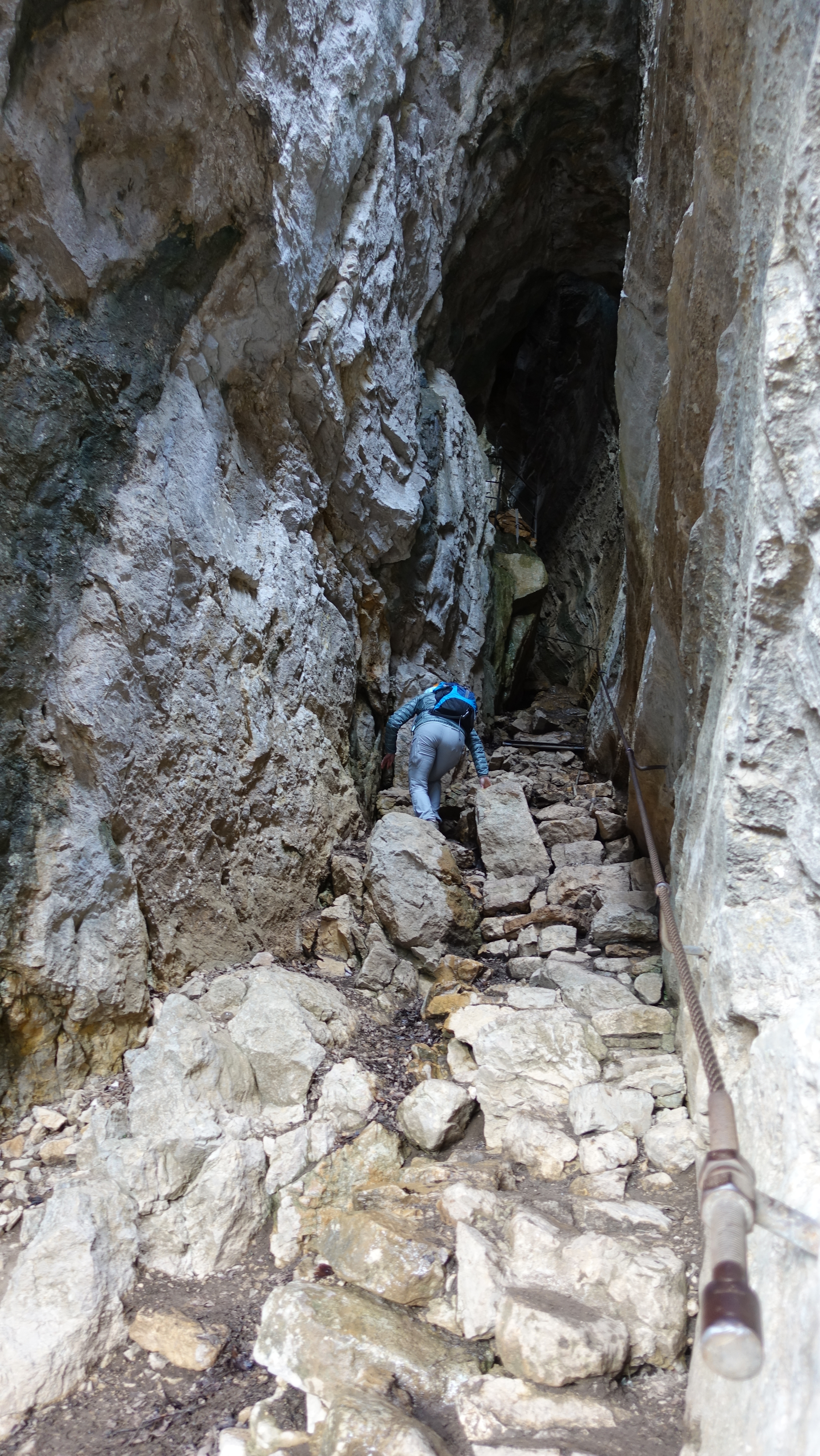
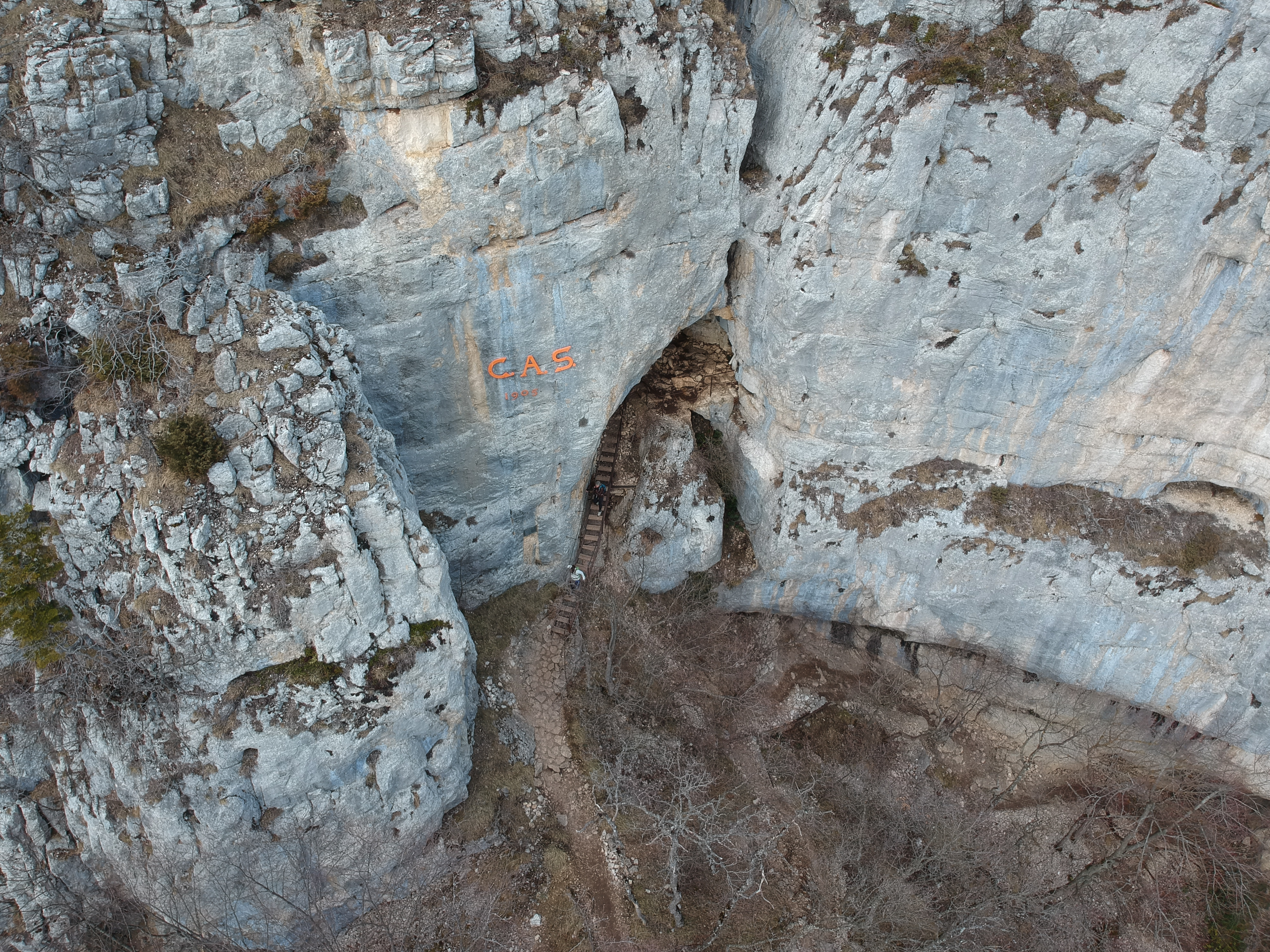
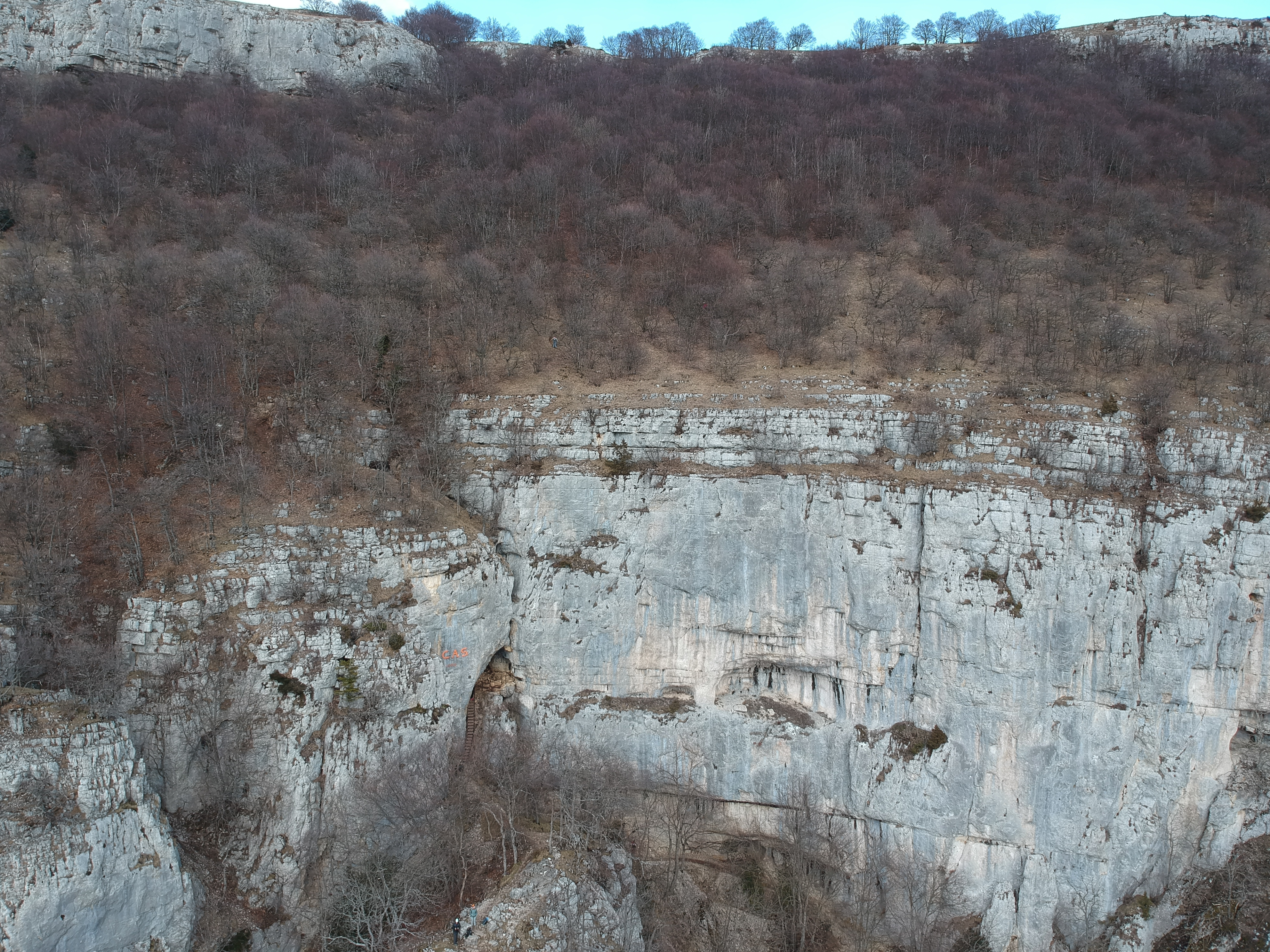
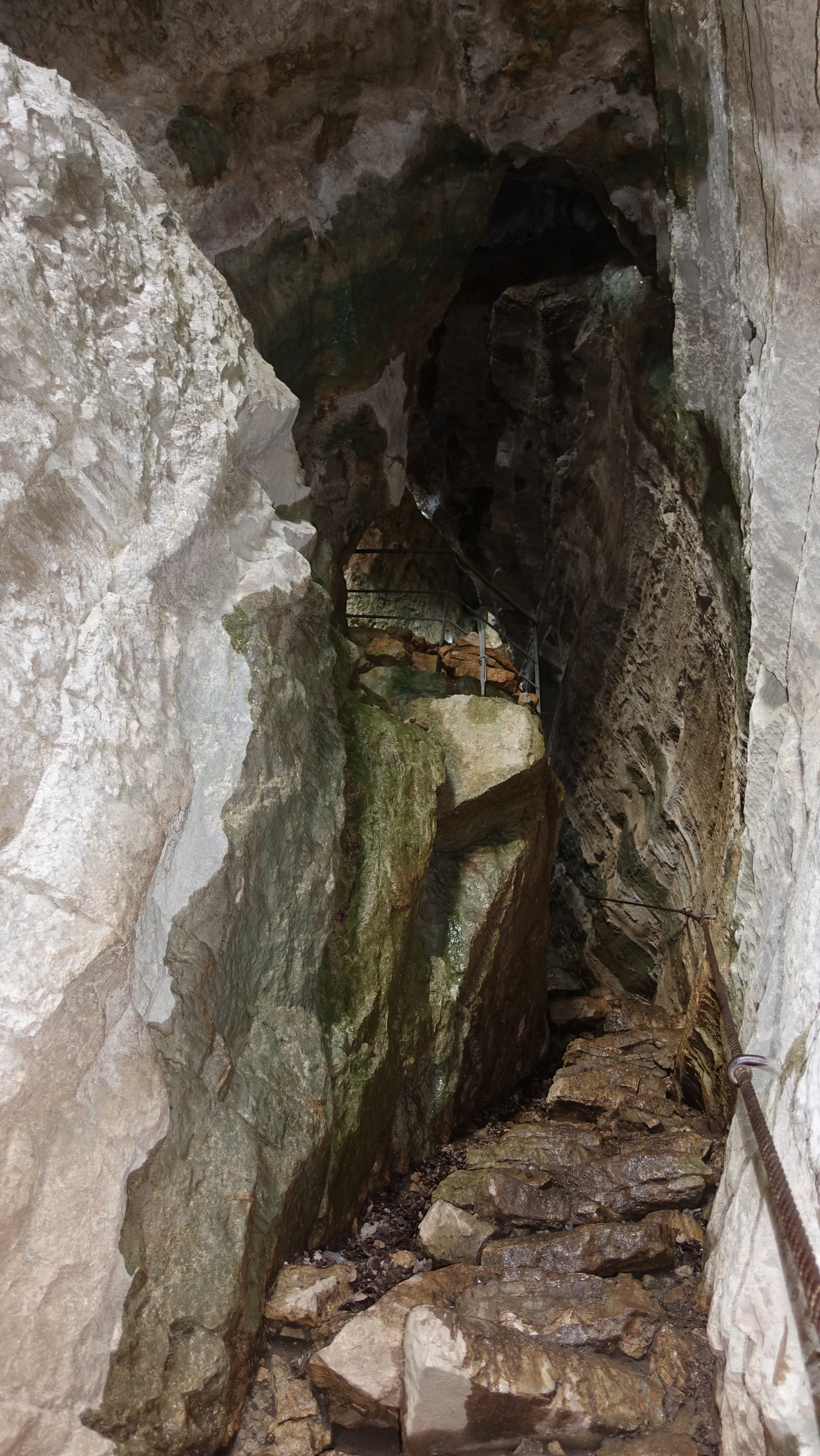
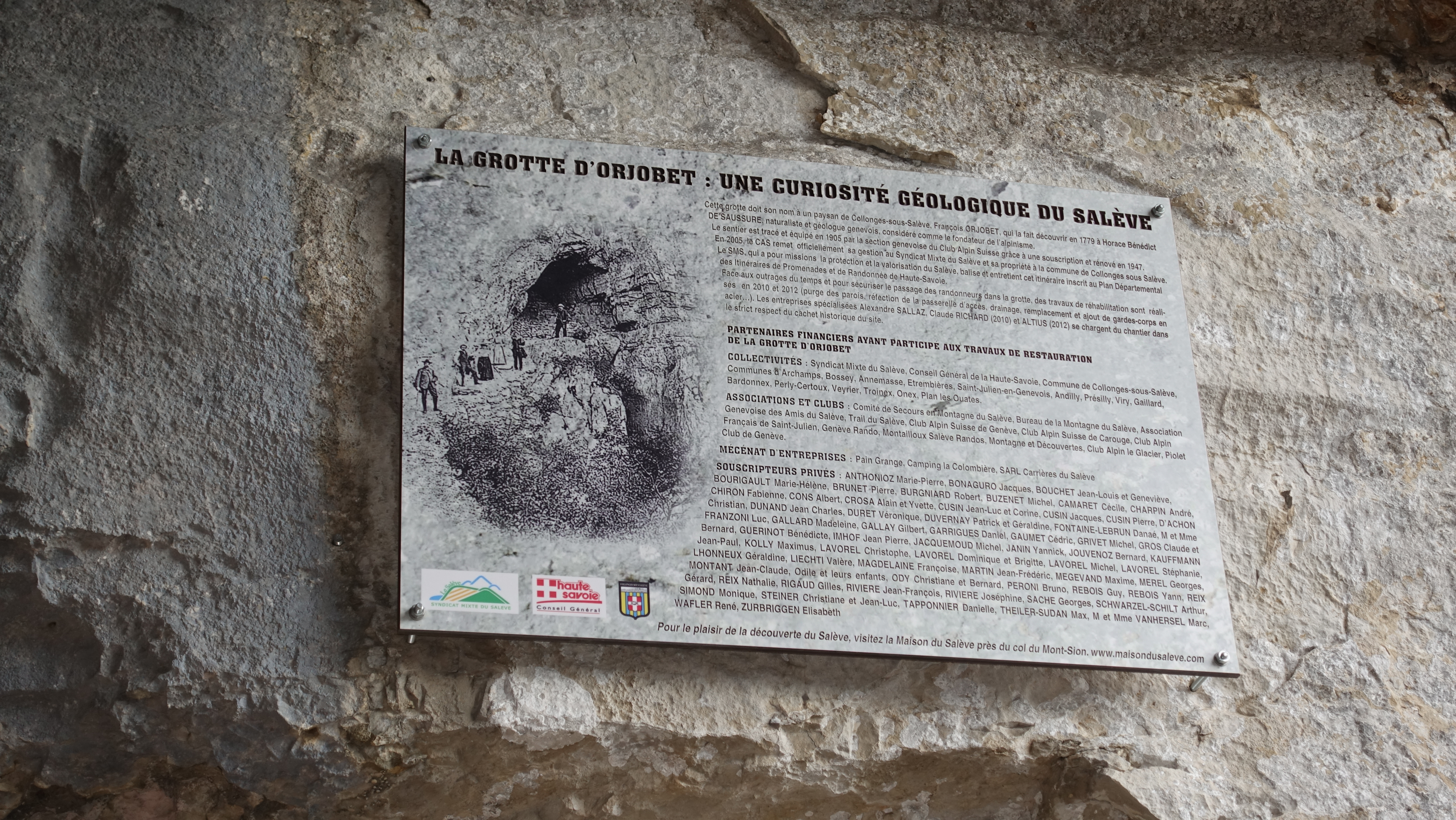
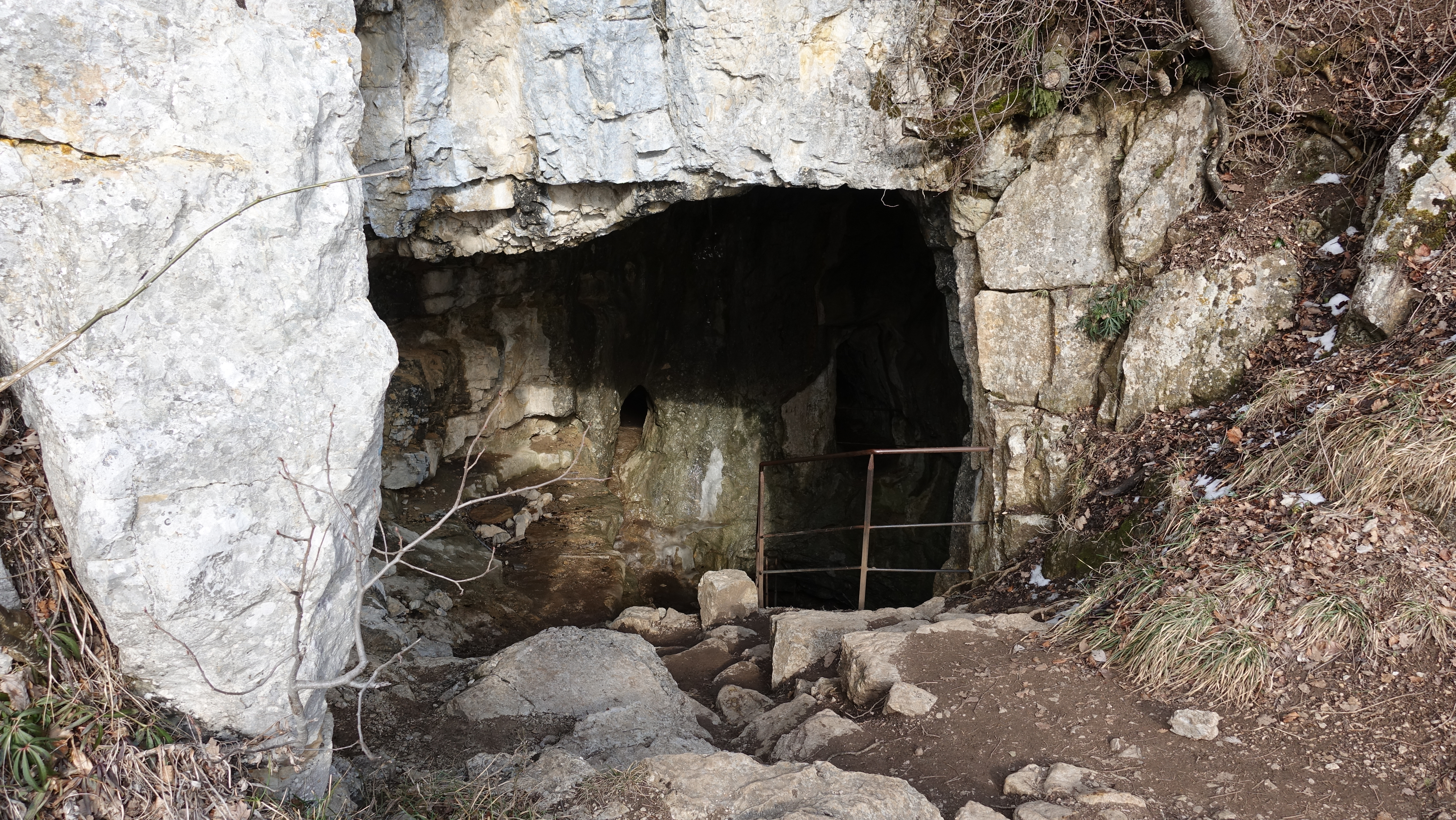
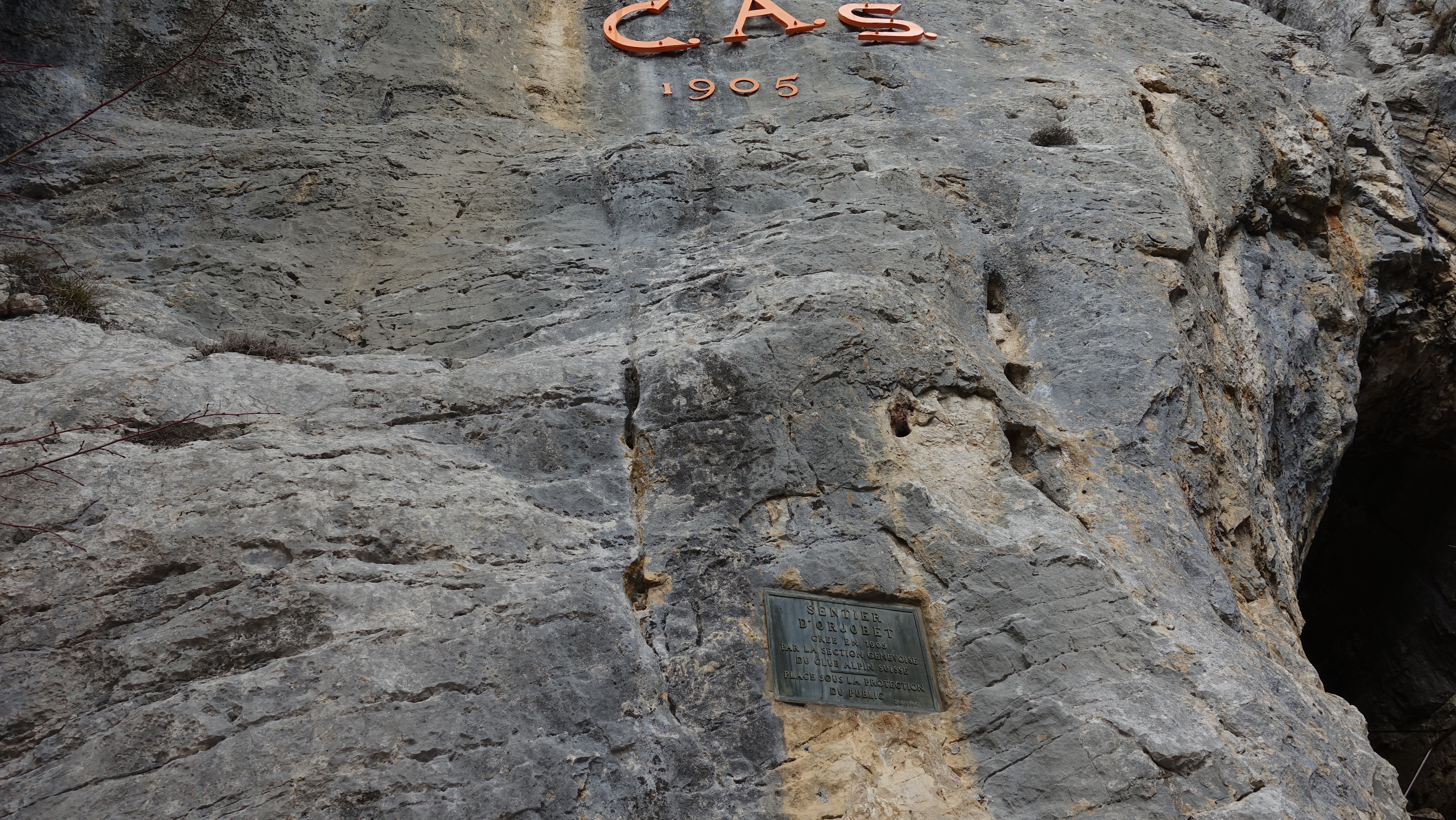
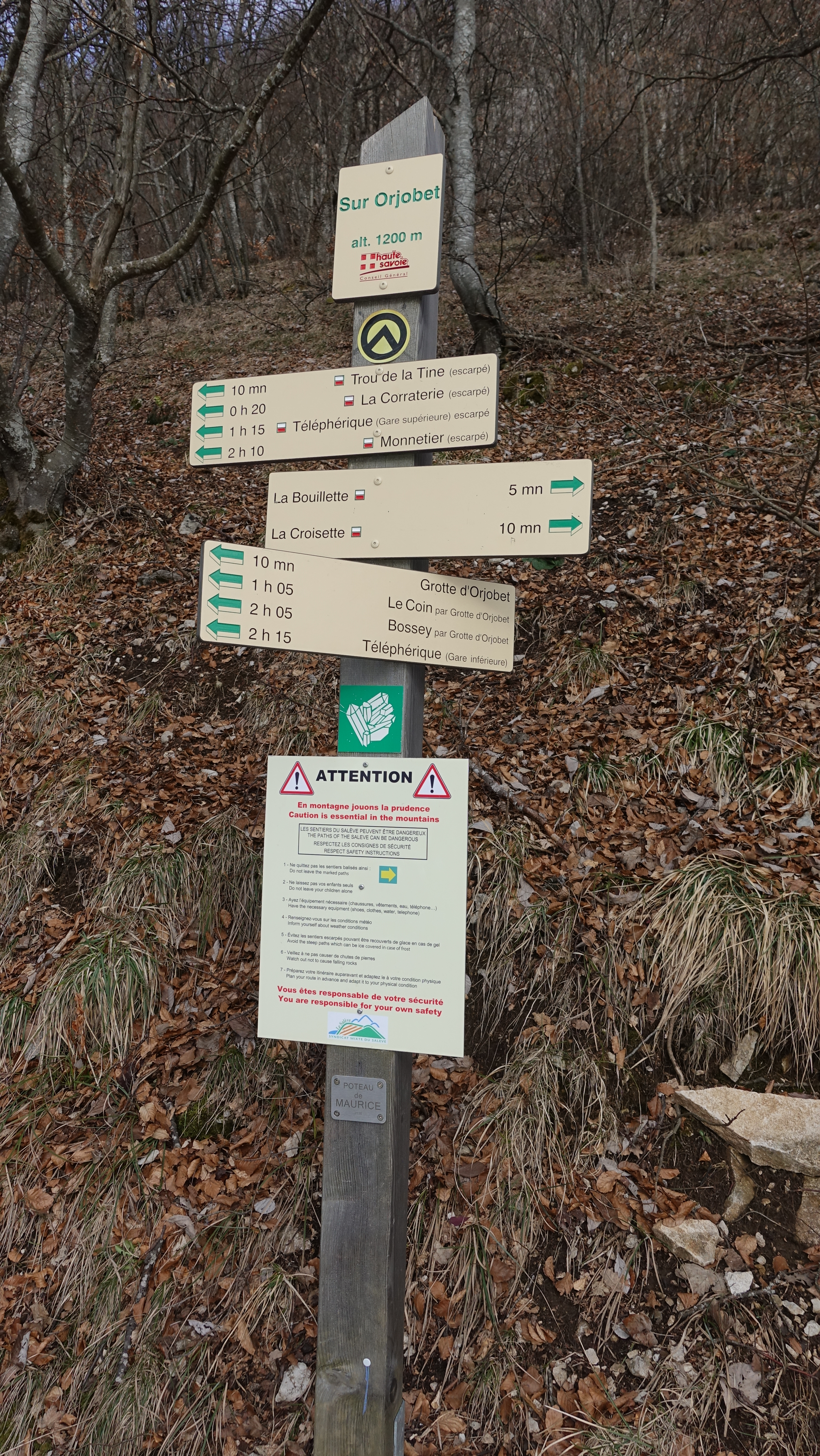
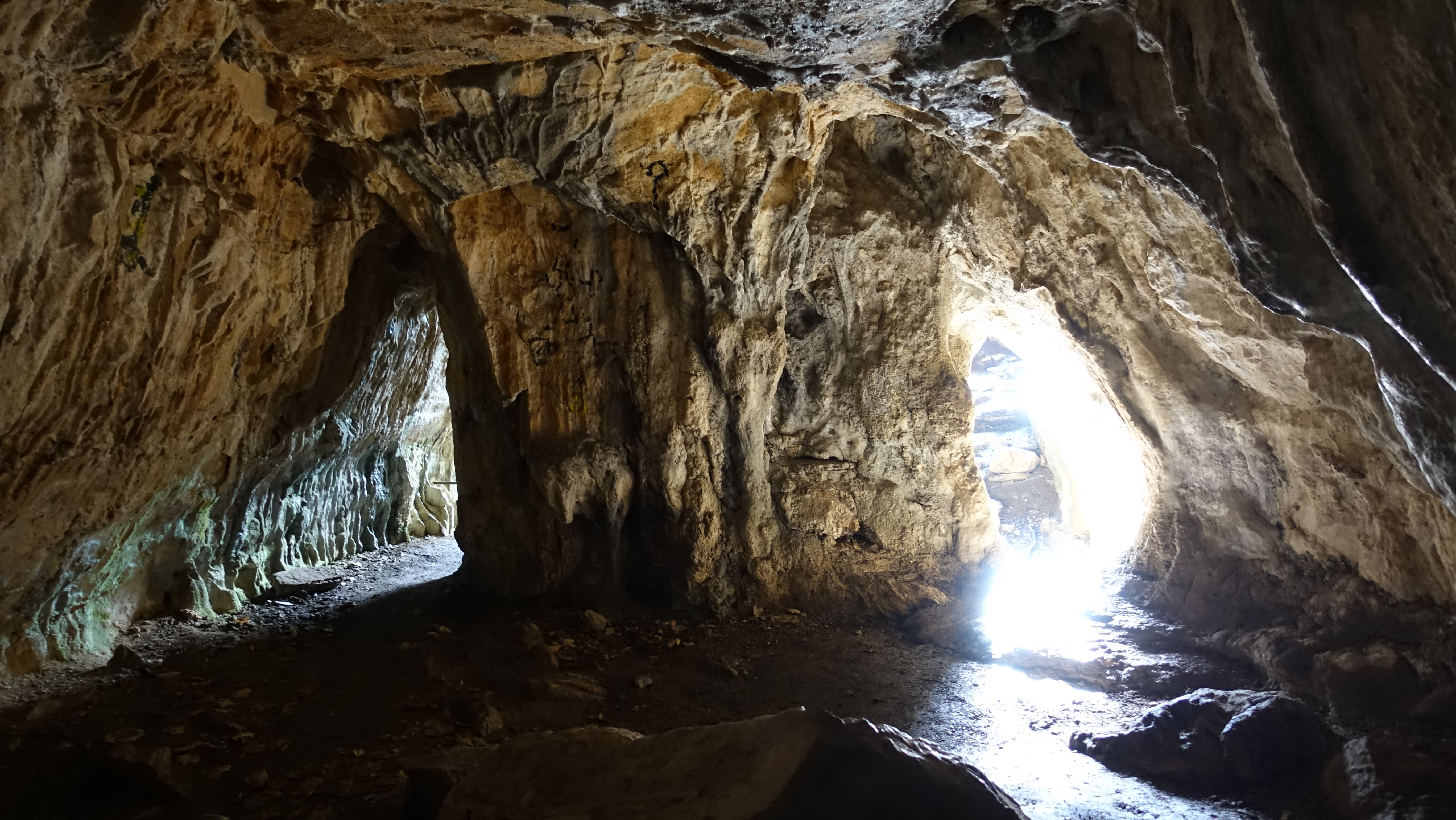